# Мосеевское (Тверская область)
Мосеевское — опустевшая деревня в Весьегонском муниципальном округе Тверской области.

## География
Деревня находится в северо-восточной части Тверской области на расстоянии приблизительно 28 км на юг-юго-восток по прямой от районного центра города Весьегонск.

## История
Возрождена в 1630—1650-е годы карелами-переселенцами на месте одноименной пустоши. Дворов было 18 (1859), 31 (1889), 46 (1931), 20 (1963), 14 (1993), 2 (2008),. До 2019 года входила в состав Романовского сельского поселения до упразднения последнего. В настоящее время деревня заброшена.

## Население
Численность населения: 104 человека (1859), 135 (1889), 187 (1931), 50 (1963), 18 (1993),, 2 (100 % русские) в 2002 году, 1 в 2010.